# Atexcatzingo
Atexcatzingo är en ort i Mexiko.   Den ligger i kommunen Tetla de la Solidaridad och delstaten Tlaxcala, i den sydöstra delen av landet, 100 km öster om huvudstaden Mexico City. Atexcatzingo ligger 2 509 meter över havet och antalet invånare är 4 504.
Terrängen runt Atexcatzingo är huvudsakligen platt, men österut är den kuperad. Runt Atexcatzingo är det mycket tätbefolkat, med 1 411 invånare per kvadratkilometer. Närmaste större samhälle är Apizaco, 6,2 km söder om Atexcatzingo. I omgivningarna runt Atexcatzingo växer huvudsakligen savannskog.